# Tornos kerrvillaria
Tornos kerrvillaria là một loài bướm đêm trong họ Geometridae.